# Glena labecula
Glena labecula är en fjärilsart som beskrevs av Frederick H. Rindge 1867. Glena labecula ingår i släktet Glena och familjen mätare. Inga underarter finns listade i Catalogue of Life.